# Udo Röhrig
Udo Röhrig, nemški rokometaš, * 2. junij 1943, Groß-Ottersleben.
Leta 1972 je na poletnih olimpijskih igrah v Münchnu v sestavi vzhodnonemške rokometne reprezentance osvojil četrto mesto.